# Tiny Davis
Ernestine Carroll, dite Tiny Davis, est une trompettiste et chanteuse de jazz américaine, née le 5 août 1907 et décédée le 30 janvier 1994.

## Biographie
Carroll nait à Memphis et apprend la trompette alors qu'elle étudie à l'école secondaire Booker T. Washington. Elle déménage à Kansas City dans les années 1930 et rejoint les Harlem Playgirls en 1935, jouant avec le groupe jusqu'à la fin de 1936, date à laquelle elle quitte l'orchestre pour accoucher. Au début des années 1940, elle fait partie des International Sweethearts of Rhythm,, un big band exclusivement féminin, et y joue jusqu'en 1947, notamment lors de tournées pour l'USO pendant la Seconde Guerre mondiale et dans le film How About That Jive. Elle forme ensuite son propre groupe, Hell Divers, avec d'anciens membres du groupe Prairie View Co-eds. Le 25 juin 1950, Tiny Davis et ses Hell Divers se produisent lors du sixième concert du festival Cavalcade of Jazz (en) aux côtés de Lionel Hampton, Pee Wee Crayton, Roy Milton ou Dinah Washington. Les Hell Divers enregistrent pour Decca Records et effectuent une tournée en 1952, notamment dans les Caraïbes et en Amérique centrale. La bassiste de l'international Sweethearts of Rhythm, Ruby Lucas, devient l'amante de Davis. Vers la fin de la décennie, elles ouvrent un club à Chicago appelé le Tiny and Ruby's Gay Spot. Elle poursuit sa carrière jusque dans les années 1980 et meurt en 1994 à Chicago.

## Discographie
- 1949 : Draggin' My Heart Around (Decca 48122)A. Draggin' My Heart Around 
B. I Never Get Tired Doin' It
- 1950 : Race Horse (Decca 48220)A. Race Horse 
B. Bug juice
- 1951 : How about that jive-1 (Decca 48246)A. How about that jive-1
B. Laura